# エクレクティック (アラバマ州)
エクレクティック（Eclectic）は、アメリカ合衆国アラバマ州のエルモア郡にある町。人口1001人（2010年国勢調査）。州都モンゴメリーの都市圏に属する。

## 歴史
エクレクティックは折衷医学の開業医、M・L・フィルダーによって設立、地名もそれに由来している。しばし珍地名として挙げられる。
1879年に郵便局が開業した。
1907年に法人化された。

## 地理
エクレクティックは北緯32度38分29秒 西経86度2分19秒 / 北緯32.64139度 西経86.03861度 (32.641285, -86.038571)に位置する。
村の総面積は4.3平方マイル(11平方キロメートル)、4.2平方マイル(11平方キロメートル)が陸地で水面積は0.1平方マイル（0.26平方キロメートル）（1.17%）。

## 人口統計
2000年の国勢調査では人口1037人、409世帯、280家族が住んでいた。人口密度は平方マイルあたり244.7人（94.4/km2）、108.3平方マイルあたり(41.8/km2)平均459の住宅があった。人種構成は白人78.11%、黒人及びアフリカ系アメリカ人19.19%、ネイティブ・アメリカン0.96%、アジア人0.10%、その他の人種0.87%、混血0.77%、ヒスパニックまたはラテン系1.83%。
18歳未満の住人がいるのは33.3％、夫婦で同居が45.7%、独身女性が16.9%、家族ではない世帯が31.3%、65歳以上の世帯は29.1%で14.7%が単身世帯。村民の平均年齢は36歳。女性100人対して男性は85.2人、18歳以上の女性100人に対して男性は79.9人。
世帯の平均年収は30,906ドル、家族の平均年収は31,855ドル。男性の平均年収は29,554ドル、女性の平均年収は18,162ドル。一人当たりの年収は14,131ドル。家族の20.5%、人口の25.5％、18歳未満の32.6％、65歳以上の23.4％は貧困線以下の生活を送っている。

### 2010年国勢調査
2010年の国勢調査では人口
1001人、399世帯、266家族が住んでいた。人口密度は平方マイルあたり238.3人(90.2/km2)、104.3平方マイル（39.5 / km 2）あたり平均438の住宅があった。人種構成は白人86.4%、黒人およびアフリカ系アメリカ人11.0%、ネイティブ・アメリカン0.4%、アジア人0.0%、その他の人種0.0%、混血2.1%、ヒスパニックまたはラテン系1.3%。
18歳未満の住人がいるのは29.8%、夫婦で同居が50.4％、独身女性14.0%、家族ではない世帯33.3%。単身世帯は29.6%でそのうち65歳以上が15.0%。平均世帯人数は2.51人、平均家族人数は3.14人。
18歳未満が25.5％、18歳から24歳が8.1％、25歳から44歳が23.0％、45歳から64歳が25.9％、65歳以上が17.6％。平均年齢は39.9歳。女性100人に対して男性82.3人、18歳以上の女性100人に対して男性79.8人。
世帯の平均年収は34,750ドル、家族の平均年収は42,188ドル。男性の平均年収は35,815、女性の兵器年収は27,684ドル。一人当たりの年収は19,181ドル。家族の約8.6％、人口の13.1％、18歳未満の22.4％、65歳以上の5.7％は貧困線以下の生活を送っている。

## 著名な人物
- ウィリアム・S・ユーバンクス - 元アメリカ石油幹部
- ベン・グラブス - オーバーン大学出身でニューオーリンズ・セインツなどでプレーしたNFL選手。
- オーブリー・ホーンズビー - 元アメリカ陸軍将校。
- ランディ・フィリップス - アメリカ空軍航空隊員。
- ラッド・M・スパイビー - 1925年から1957年までのフロリダ南部大学学長。

## ギャラリー

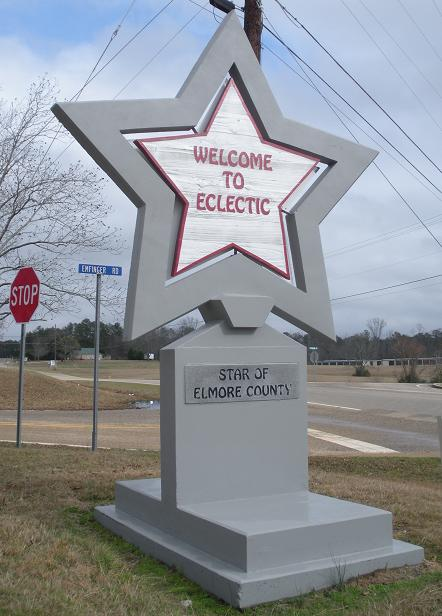
エクレクティックのウェルカムサイン
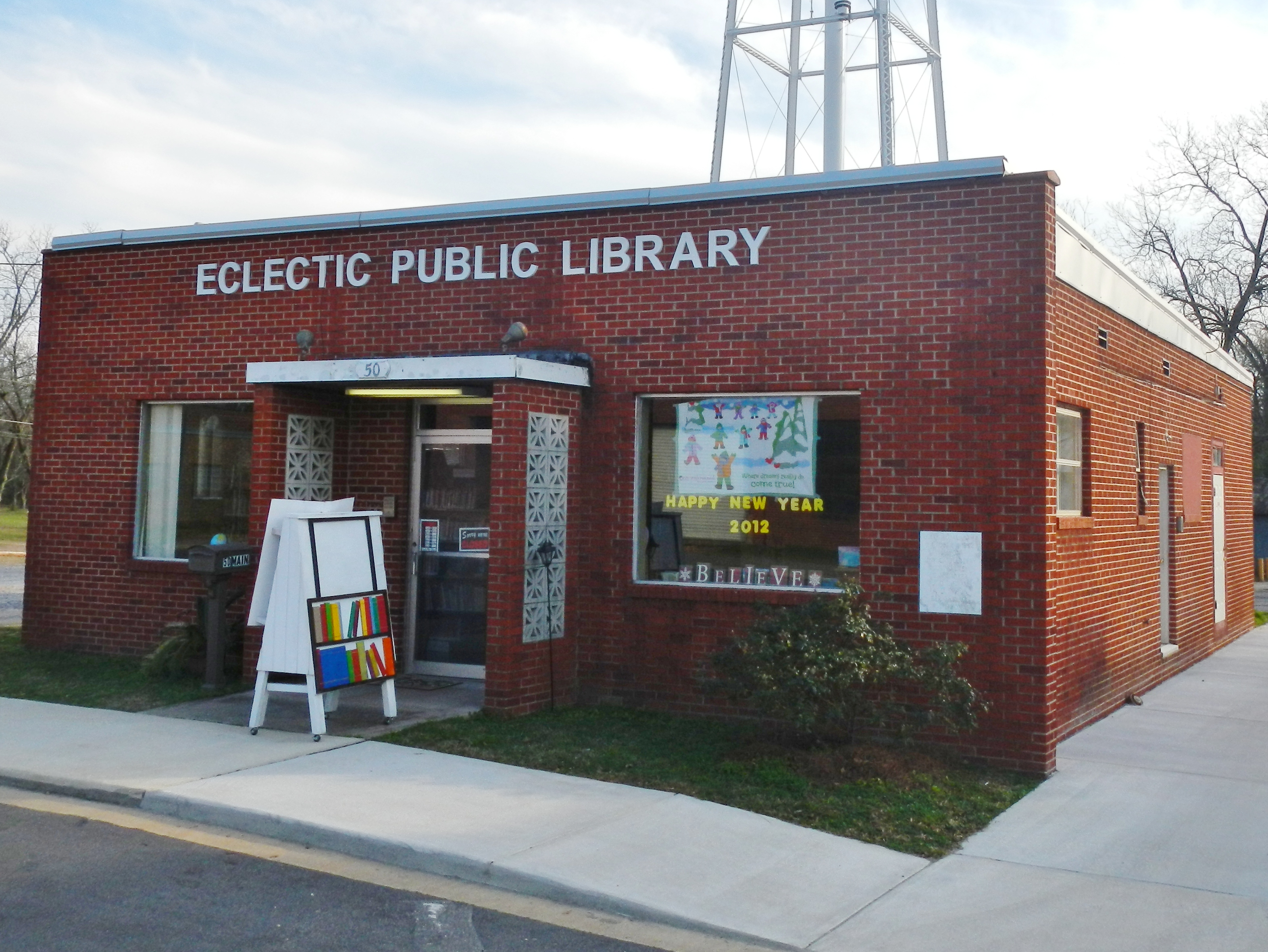
エクレクティック公立図書館
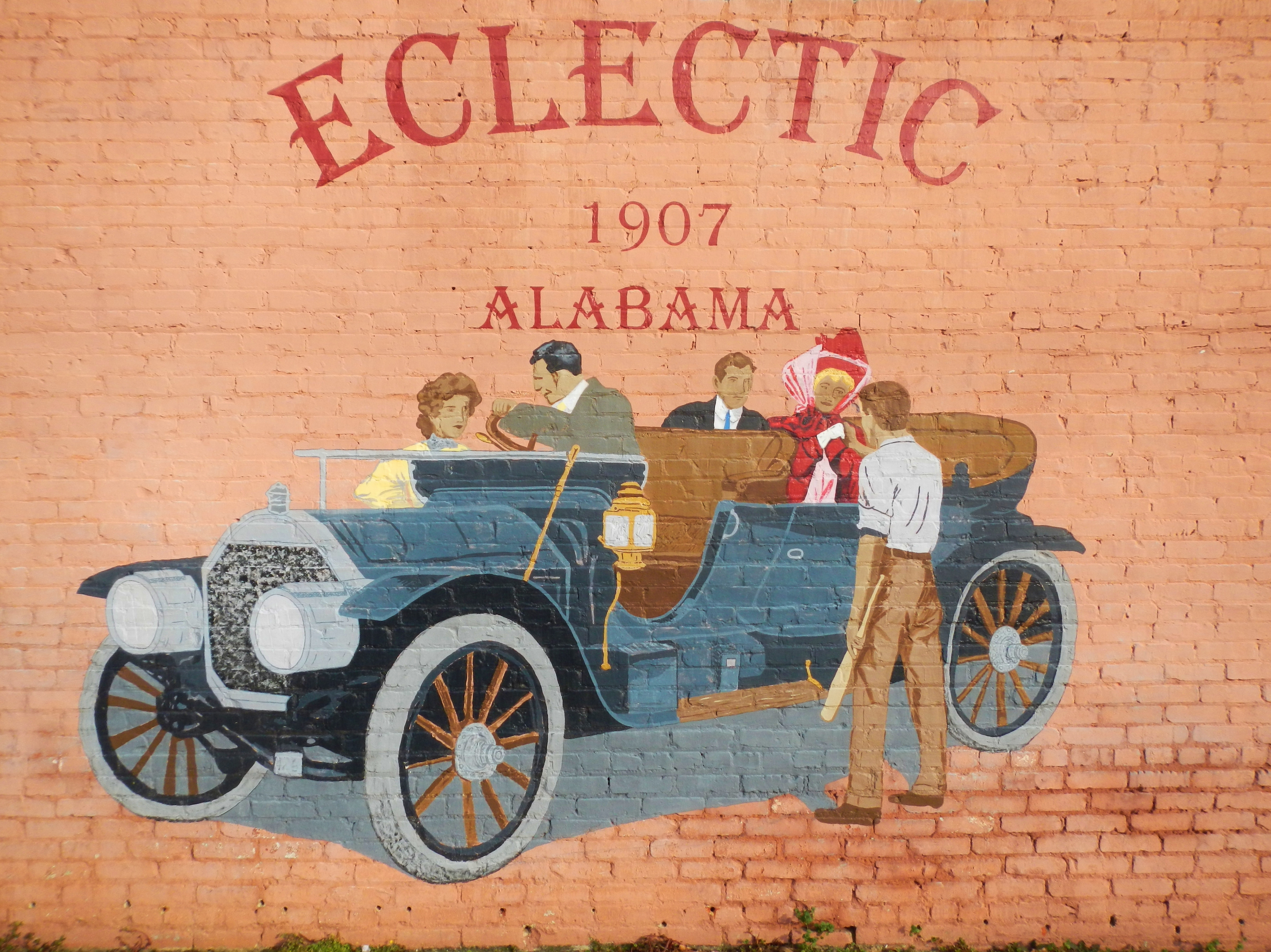
下町の壁画